# 薛宏美
薛 宏美（せつ ひろみ、4月13日 - ）は、日本の女優、声優。ぐるーぷ・インパクト / 劇団アルターエゴ所属。以前はブリングアップに所属していた。京都府出身。

## 出演作品

### テレビアニメ
1996年
- 水色時代（球子）

1999年
- ビックリマン2000（愛野千代子）

2000年
- メダロット魂（アスミ、モロミの好きな男の子）

2001年
- 遊☆戯☆王デュエルモンスターズ（ジーク・ロイド〈幼少期〉、デュエルコンピューター）

2002年
- こちら葛飾区亀有公園前派出所（仲居）
- ホイッスル!（成樹の母 他）

2003年
- こちら葛飾区亀有公園前派出所（婦警）

2004年
- 吟遊黙示録マイネリーベ（幼いルーイ 他）
- 遊☆戯☆王デュエルモンスターズGX（丸藤亮〈幼少期〉 他）

### OVA
1999年
- るろうに剣心 -明治剣客浪漫譚-追憶編（幾松）

### 映画
- 月の砂漠（2003年）

### 舞台
- 2004年明治座5月公演 燃えよ剣（植野）
- サスペンスミュージカル ZIPPER
- ミュージカル HUNTER×HUNTER the nightmare of ZAOLDYECK（キキョウ）
- 新国立劇場オペラ公演 トゥーランドット
- 劇団アルターエゴ第17回公演 シンプル・レヴュー〜愛に関するオムニバス〜
- 劇団アルターエゴ・ユニット公演 ハムレットは、今…（バナードー）